# Шулькевич, Сергей Ананьевич
Сергей Ананьевич Шулькевич (1879—1904) — русский военный деятель, штабс-капитан РИА.

## Биография
Родился в 1879 году в посёлке Нижнетагильского завода Верхотурского уезда Пермской губернии в дворянской семье подполковника корпуса жандармов А. Ф. Шулькевича Брат Б. А. Шулькевича.
После окончания в 1897 году Симбирского кадетского корпуса, поступил в Николаевское инженерное училище. По его окончании в 1900 году, был выпущен из фельдфебелей подпоручиком с зачислением по инженерным войскам и прикомандированием к лейб-гвардии Сапёрному батальону. Затем Шулькевич окончил Николаевскую академию Генштаба.

С. А. Шулькевич и В. Н. Полянский во время Русско-японской войны

В чине штабс-капитана был участником Русско-японской войны. Добровольно уехал в Маньчжурию, где воевал в составе 1-го Восточно-Сибирского сапёрного батальона. В сражении под Ляояном 18 августа 1904 года был смертельно ранен. Скончался от ранения 20 августа.
Посмертно С. А. Шулькевич был удостоен ордена Св. Георгия 4 степени (16 апреля 1909 года).
Во время Русско-японской войны служил вместе с В. Н. Полянским (1879—1939), будущим генерал-майором Русской императорской армии, участником Белого движения на юге России.